# Hošmand Banu Begum
Hošmand Banu Begum (asi 1605–?), v překladu moudrá dáma, byla mughalská princezna. Byla dcerou prince Khusrau Mirzy a vnučkou mughalského císaře Džáhángíra.

## Mládí
Hošmand Banu Begum se narodila asi v roce 1605. Džáhángír ve svých memoárech zmínil, že astrologové mu předpověděli, že její narození nebude tak významné pro jejího otce, jako spíš pro něj. Džáhangír ji viděl poprvé, když jí byly tři roky, tak jak mu astrologové předznamenali.

## Manželství
V roce 1625 splnil princ Hushang Mirza, druhý syn prince Daniyala Mirzy a vnuku císaře Akbara, přísahu dvora. Jeho starší bratr, princ Tahmuras Mirza ji hned na to také splnil. Jako odměnu je Džáhángír oba oženil; Hushang se oženil s Hošmand a Bahar Banu Begum byla provdána za Tahmurase.
Po smrti Džáhángíra v říjnu roku 1627, se její mladší bratr, princ Šahryar Mirza, prohlásil za císaře. Nicméně jeho synovec, Dawar Bakš ,syn Khusrua Mirzy, nastoupil na trůn v Láhauru. Šáhdžahán nastoupil na říšský trůn v lednu roku 1628 a nařídil popravu prince Šahryara Mirzy, Tahmurase Mirzy, svého bratra Hushanga Mirzy, bratra Hošmand Dawara Bakše a Garšaspa Mirzy.
Jako vdova žila Hošmand po celou dobu vlády Šáhdžahána.